# Labé
Pour les articles ayant des titres homophones, voir Labbé et L'Abbé.
Pour l’article homonyme, voir Louise Labé.
Labé (en Peul : Labe) est une ville de la république de Guinée, située au nord du pays dans le Fouta-Djallon. Elle est le chef-lieu de la préfecture et de la région administrative homonyme.

## Géographie
Au niveau géographique, la ville est située sur un massif montagneux, le Fouta-Djalon, près de nombreux cours d’eau. La végétation est de type savanes arborées, forêts ouvertes, forêts galeries.

## Population
À partir d'une extrapolation du recensement de 2014 (RGPH3), la population de Labé Centre a été estimée à 151 242 personnes en 2016.

## Historique
Elle fut fondée vers 1755 par Alpha Mamadou Cellou connu sous le nom de Karamoko Alpha, un important chef religieux.

## Organisation administrative
Labé est le chef-lieu de la région administrative du même nom et de la préfecture. Le gouverneur de la région est Colonel Robert Soumah (2022) et le préfet Étienne Tounkara.
La commune urbaine de Labé est composée de 28 quartiers, dont 12 urbains et 16 périurbains.

### Quartier urbains
Il a 12 quartiers urbains : Daka 1, Daka 2, Dongora, Dow Saré, Konkola, Kouroula, Mairie, Madina, Mosquée, Pounthioun, Tata 1 et Tata 2.

### Quartierpériurbain
Il a 16 périurbains : Bambaya, Companya, Dongol, Dongol Dayébhé, Fady, Fafabhé, Falo Bowé, Horé Saala, Koulidara, Lombonna, Nadhel, Petewel, Poreko, Saala N'Douyebhe, Safatou 1 et Safatou 2.

## Justice

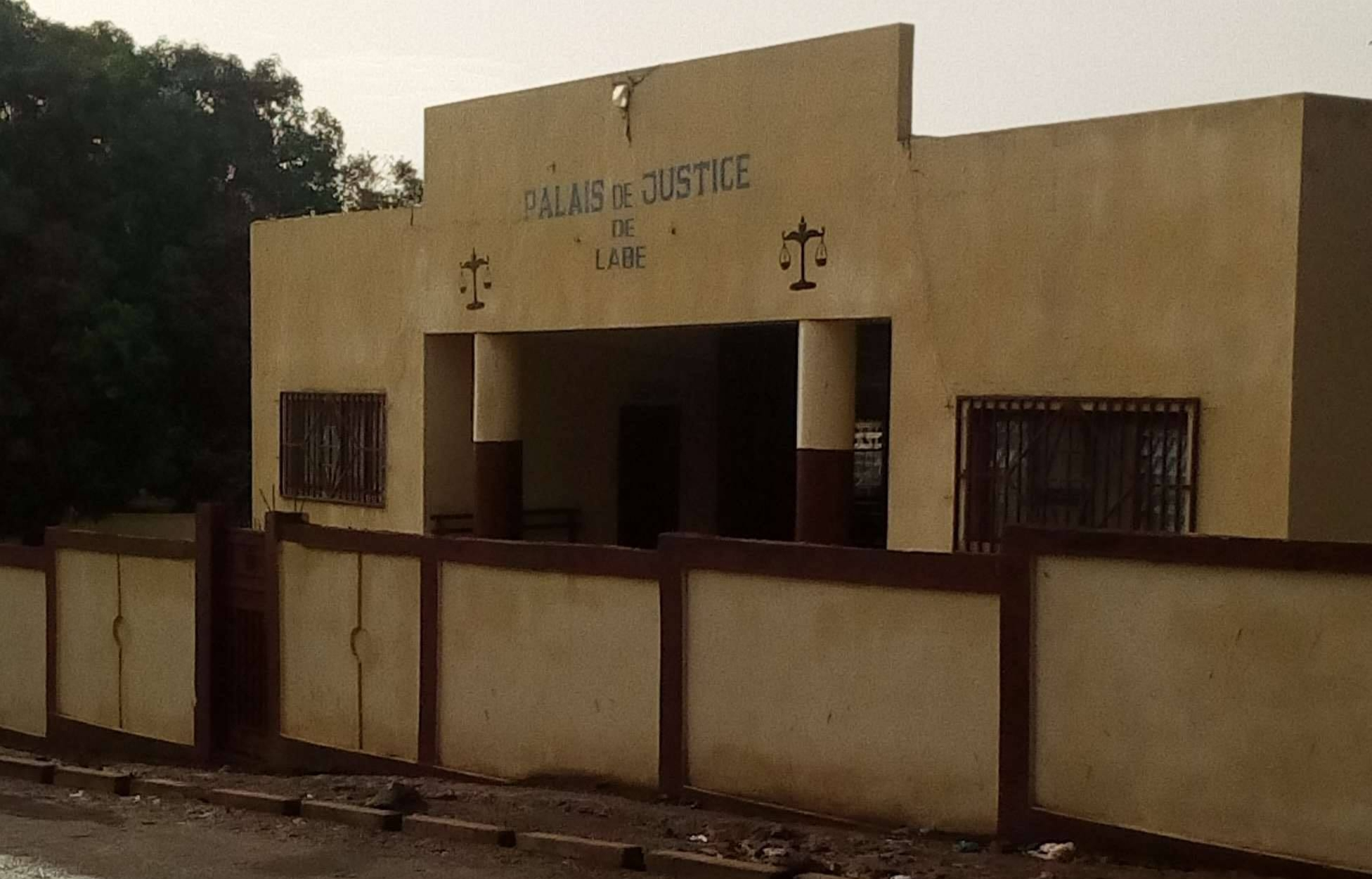
Maison de justice de Labé.

La ville de Labé a une maison de justice qui abrite le tribunal de première instance de Labé. Elle se situe à quelques mètres de l'hôpital régional.

## Éducation
Elle regroupe également plusieurs possibilités d'éducation. Il existe plusieurs écoles primaires et secondaires. Un grand centre de formation professionnelle, une école normale des instituteurs (ENI - Labé), un centre de formation féminin et l'institution Dara Étoile de Labé (DEL).
Une branche de l'université de Conakry y était même installée à Hafia et depuis l'année académique 2016-2017, le centre universitaire de Labé est devenu Université de Labé (UL) et l'installation du Campus Universitaire Amadou Dieng.

## Sport
Les activités sportives y sont plus ou moins pratiquées et développées. La ville est représentée au sein de la Ligue 1 de Football, le championnat phare du pays par le Fello Star. Un club qui a remporté à plusieurs reprises le championnat national et qui joue ses matches au stade régional Elhadj Saifoulaye Diallo (Premier Président de l’Assemblée nationale de la Guinée indépendante).
Le Kolima AC et l'espoir de Labé sont des clubs qui sont aussi dans la cité sainte de Karamoko Alpha.

## Culture

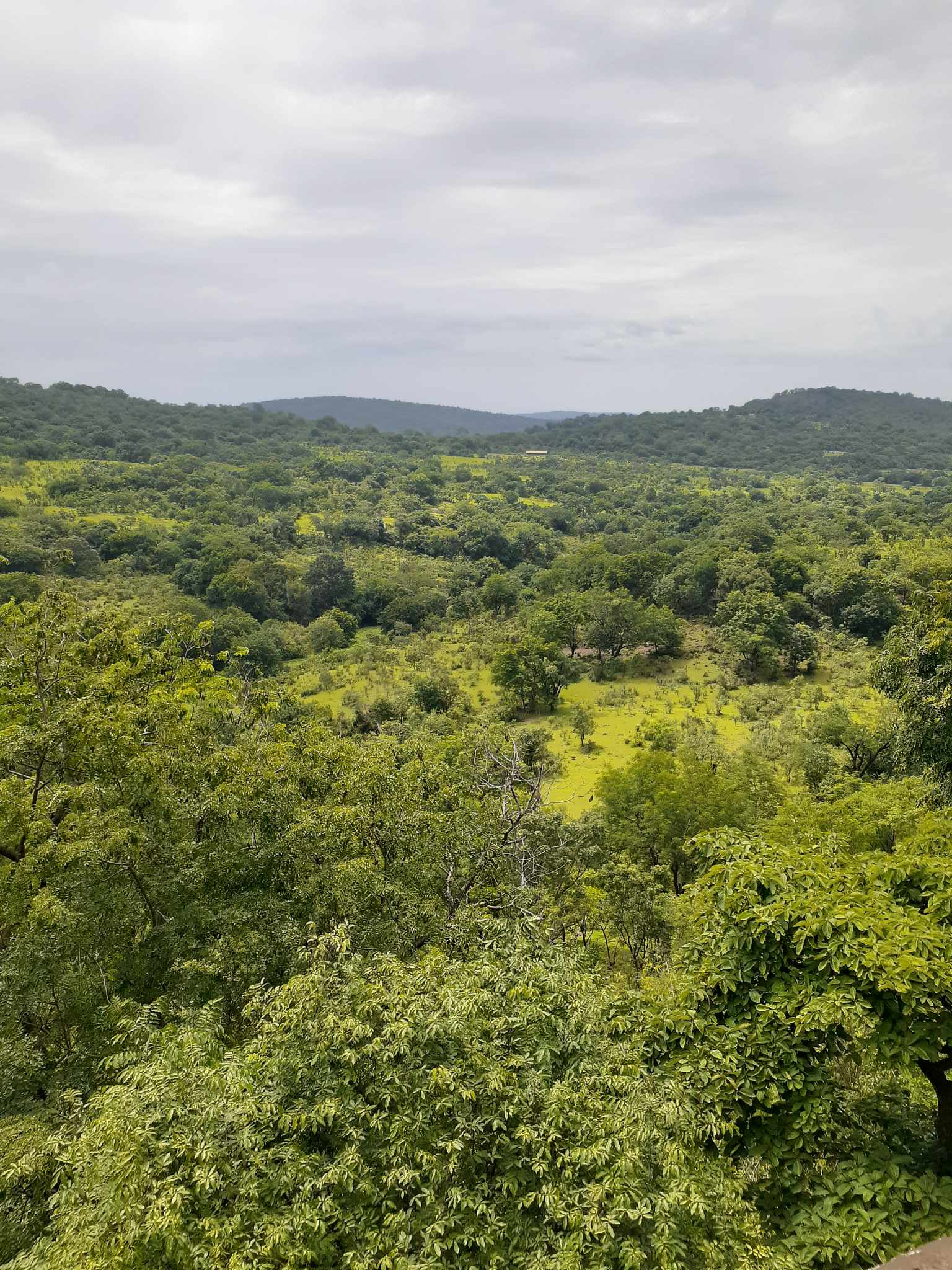
Nature de Yali Labé

Dans un passé récent la ville de Labé avait son propre orchestre préfectoral le Kolima Jazz crée en 1963 sous Sékou touré qui était populaire.
La ville a vu jouer des groupes comme en 1966 le groupe cubain Orchestra Aragona et en 1978 le Bembeya Jazz en 1978.
En 2001, la ville inaugure son musée Musée du Fouta Djallon. Depuis 2015, sur initiative de Mamadou Thug la ville a son festival international, le Festival des Arts et rire de Labé qui a reçu les plus vedettes de l’humour africain dont Gohou Michel, Sow Bailo, Adama Dahico, Le Magnific, Boukary, Zebal Traore, LASS, Sow Pedro puis en décembre 2022 un espace culturel Ka werdhe.

## Lieux de culte
Parmi les lieux de culte, il y a principalement des mosquées dont la grande mosquée de Karamoko Alpha. Il y a aussi des églises et des temples chrétiens : Diocèse de Labé (Église catholique), Église protestante évangélique de Guinée (Union mondiale de l'Alliance), Assemblées de Dieu.

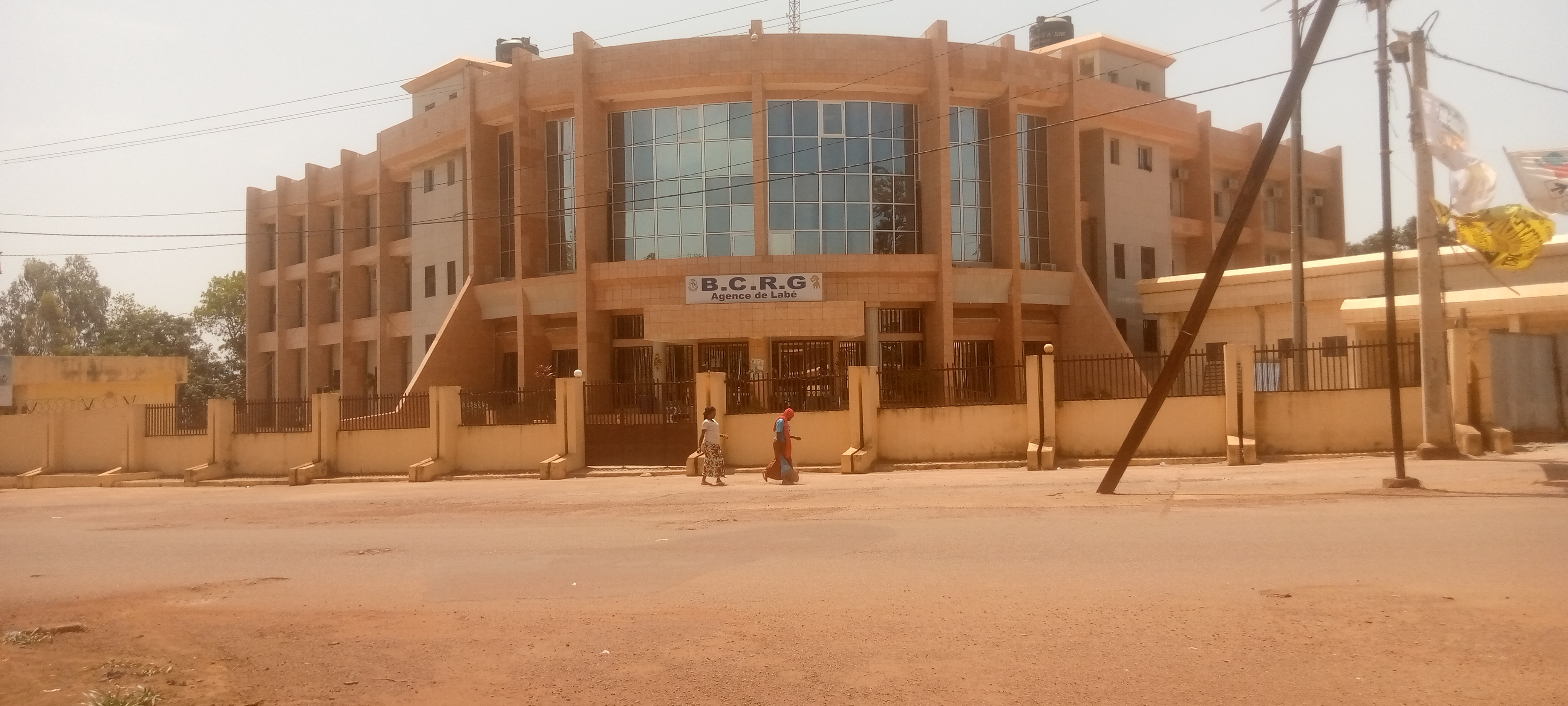
Centre-ville de Labé

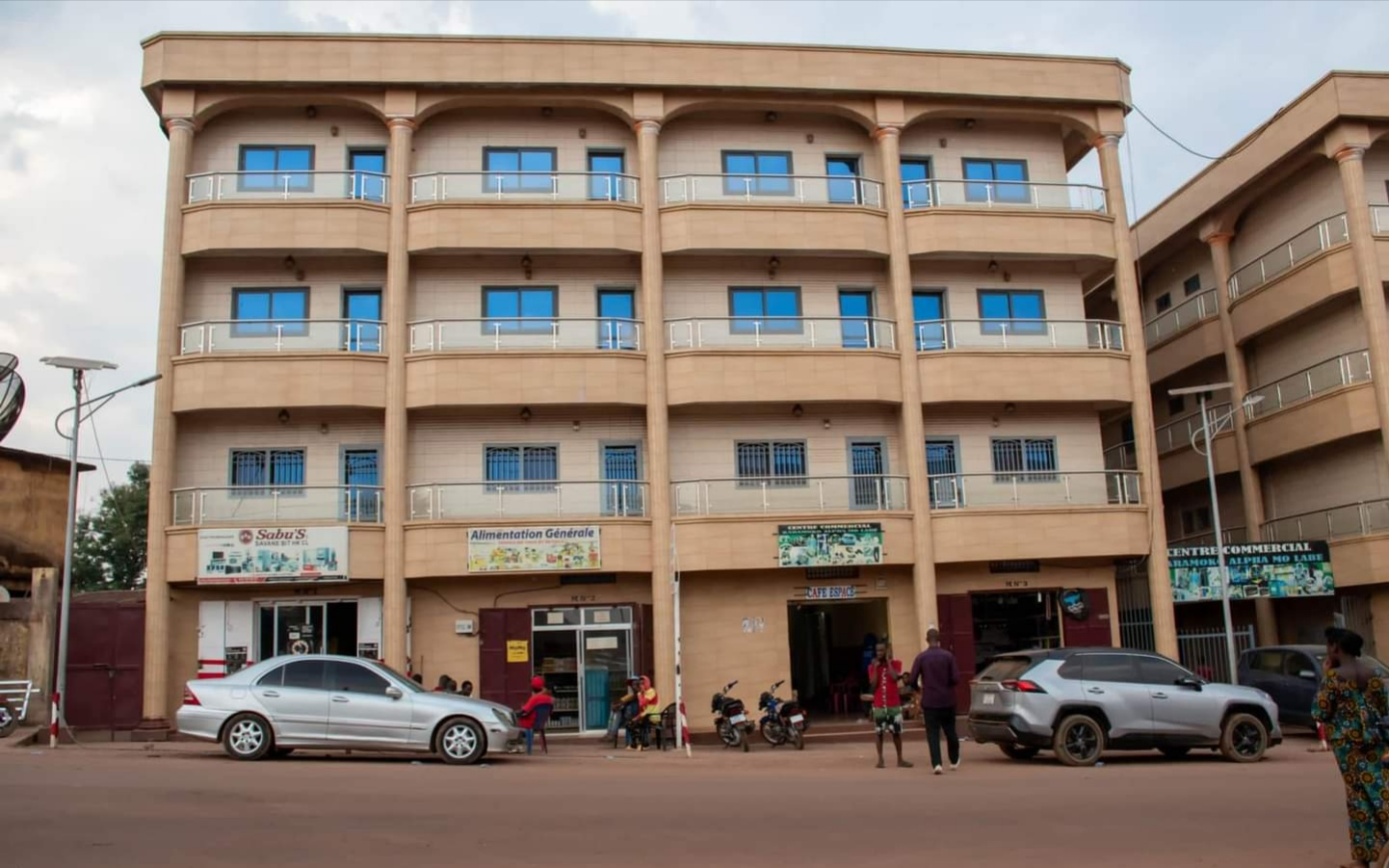
Centre commercial à Labé

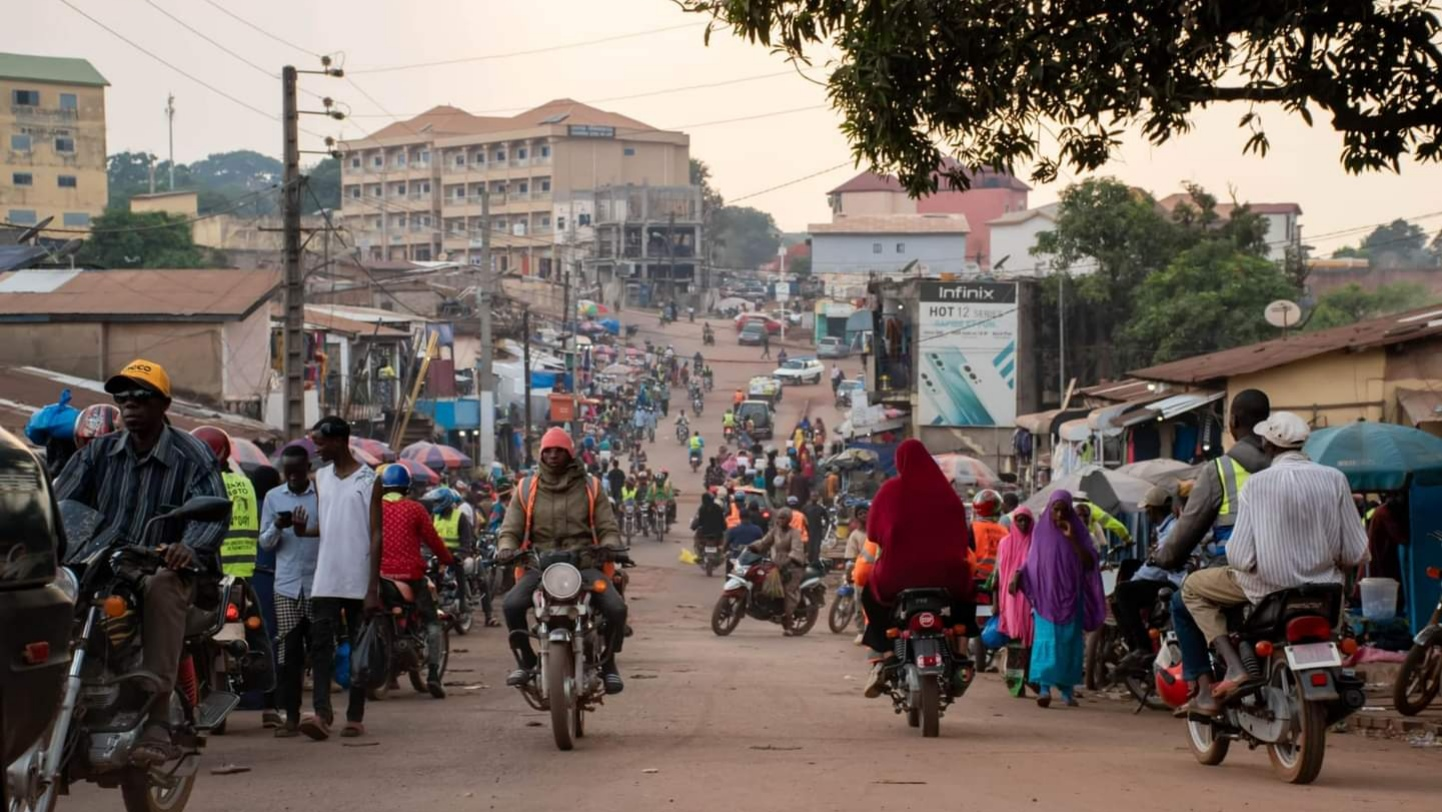
Marché sasse à Labé

## Activité économique
Sa position géographique fait d'elle un centre commercial majeur pour les pays limitrophes de la sous-région. Le marché central, situé entre les secteurs Paraya et Sasse, reste le plus important du pays après celui de Madina situé dans la capitale Conakry.
Son climat agréable en toute saison et son marché abondamment fourni en font une ville de séjour agréable. Elle constitue un bon point de départ pour explorer les régions du nord (voir la Dame de Mali dans la préfecture du même nom), sans oublier des attractions locales comme les chutes de la Saala ou le mont Kolima. La ville et surtout ses localités avoisinantes gardent toujours un côté pastoral, la majorité de ses habitants étant Peuls, donc éleveurs et bergers par tradition, même si le commerce est devenu l'activité principale dominante. Étant le chef-lieu de la région de Labé, qui regroupe les préfectures de Tougué, Koubia, Lélouma et Mali, la ville est un centre de négoce qui voit des commerçants du Sénégal, de la Guinee-Bissau, de la Gambie, de la Sierra Leone s'y rendre pour vendre et acheter des marchandises.
Plusieurs activités artisanales s'y développent, notamment les «femmes teinturières » du quartier populaire de Dognhora qui produisent les « leppi de Labé » (tissus de couleur indigo) avec des teintures artisanales dans un cadre coopératif très démocratique.

## Personnalités liées à la ville
- Aliou Bah, homme politique ;
- Binta Pilote, colonel, pilote d'hélicoptère et députée ;
- Cellou Dalein Diallo, homme politique et ancien Premier ministre ;
- Hadja djeinabou koumantho, première poétesse de la Guinée, ambassadrice de la paix ;
- Saifoulaye Diallo, homme d'État, ancien président de l'Assemblée nationale ;
- Siradiou Diallo, journaliste et homme politique ;
- Yacine Diallo, premier député à représenter la Guinée à l'Assemblée nationale française.

## Médias
La ville de Labé est dotée de 9 stations de radios dont une publique (Radio rurale de Labé) et 8 privées (Espace Foutah, GPP FM, Djoma FM, Évasion FM, BTA FM, Familia FM, KALAC Radio et Espérance FM).

## Transports
Labé est desservie par l'aéroport de Tata et un transport terrestre assuré par plusieurs gares.
La ville est desservie par la route nationale 5 qui relie Mamou au Sénégal.